# Ithael ap Arthrwys
Ithael ap Arthwyr roi de Gwent fl. 830 mort en 848.

La généalogie d'Ithael [II] ap Arthwyr  est préservée dans l' Harleian genealogies: [I]udhail map Atroys map Fernmail map Iudhail map Morcant map Atroys [map Mouric] map Teudubric . Il succède à son père  Arthrwys ap Ffernfael et il est le dernier descendant de Ffernfael ap Ithel à régner sur le royaume de Gwent à sa mort en 848 le royaume passe à son parent Meurig ap Arthfael et à ses fils Brochwael et Ffernwael.